# Jürgen von Troschke

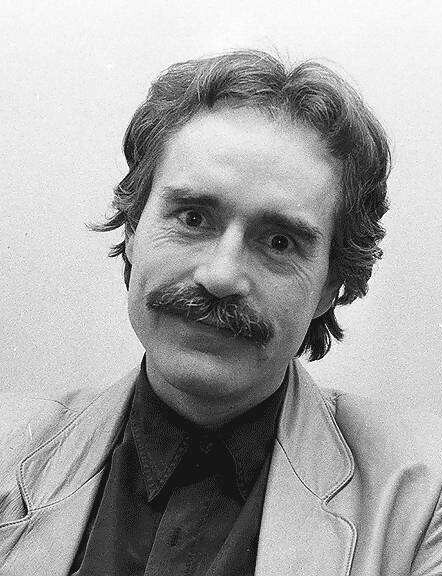
Jürgen von Troschke (1989)

Jürgen Freiherr von Troschke (* 19. März 1941 in Gladbeck; † 20. April 2019) war ein deutscher Medizinsoziologe. Sein Spitzname war Joschka Knopfauge.

## Leben
Nach dem Abitur in Hannover studierte Jürgen von Troschke, Sohn von Doris von Troschke geborene Lübbers und Heinrich Freiherr von Troschke, Medizin, Philosophie, Psychologie und Soziologie in Würzburg und München. Nach dem 1969 bestandenen Staatsexamen in Medizin und der 1970 erfolgten Promotion an der LMU München war er von 1969 bis 1973 wissenschaftlicher Assistent an der Abteilung Medizinsoziologie der Universität Ulm. Die Approbation als Arzt erhielt er 1971. Nach der Habilitation in Ulm im Jahr 1975 war er von 1977 bis 2007 Professor für Medizinische Soziologie an der Albert-Ludwigs-Universität Freiburg. Zur ärztlichen Fortbildung drehte er den Film Sozialanamnese. Er war evangelisch, seit 1970 verheiratet mit Frauke von Troschke geborene Risse, hatte zwei Kinder (Juju und Jonas) und lebte in Emmendingen.

## Auszeichnungen
- 1983: Hufeland-Preis
- 1985: Niedickpreis

## Schriften (Auswahl)
- Das Kind als Patient im Krankenhaus. 1974.
- mit W. Stünzner und anderen: Soziale Umwelt und Genußmittelkonsum. 1978.
- Gesundheit ist lernbar. 1978.
- mit Ulrich Stössel: Möglichkeiten und Grenzen ärztlicher Gesundheitsberatung. 1981.
- mit K. Küpper:  Information und Beratung durch den Apotheker. 1982.
- mit H. Schmidt: Ärztliche Entscheidungskonflikte. 1982.
- Das Rauchen. Genuss und Risiko. Basel 1987, ISBN 3-7643-1853-8.
- mit Axel Hoffmann-Markwald und Georg Reschauer: Who is who in public health in Europe. Freiburg im Breisgau 1996, ISBN 3-9803627-4-4.
- Die Kunst, ein guter Arzt zu werden. Anregungen zum Nach- und Weiterdenken. Bern 2004, ISBN 3-456-84058-6.
- mit Ulrich Stößel: Grundwissen Gesundheitsökonomie, Gesundheitssystem, öffentliche Gesundheitspflege. Bern 2012, ISBN 978-3-456-85119-8.